# Andy Impey
Andrew Rodney „Andy“ Impey (* 30. September 1971 in Hammersmith, London) ist ein ehemaliger englischer Fußballspieler. Als trickreicher und wendiger Flügelspieler und Außenverteidiger machte er sich zunächst bei den Queens Park Rangers einen Namen, bevor er nach dem Wechsel zu Leicester City mit dem Gewinn des Ligapokals den größten Erfolg in seiner Karriere feierte.

## Sportlicher Werdegang
Impeys Fußballerlaufbahn begann in der Jugendabteilung des FC Wimbledon. Nach nur einem Monat wurde der Vertrag aber schon wieder beendet und so versuchte er sich im Londoner Amateurfußball beim FC Yeading, während er parallel einem bürgerlichen Beruf als Fensterbauer nachging. Für Yeading absolvierte Impey die Saison 1989/90 in der insgesamt achtklassigen, dritthöchsten Stufe der Isthmian League und feierte dort mit dem ersten Platz und dem damit verbundenen Aufstieg in die nächsthöhere Spielklasse einen Achtungserfolg, der noch mit dem Sieg in der FA Vase gekrönt wurde. Kurz nach dem Pokalendspiel verpflichteten ihn daraufhin die ebenfalls in London beheimateten Queens Park Rangers, die damals von Don Howe betreut wurden. Dort kam er nach drei Einwechslungen in Pokalpartien am 11. Januar 1992 unter dem neuen Trainer Gerry Francis zu seinem Erstligadebüt gegen Coventry City, als er den verletzten Andy Sinton vertrat. Im März 1992 kehrte er ins Team zurück und behielt seinen neu eroberten Stammplatz auf der rechten Mittelfeldseite, wo er mit Schnelligkeit, Trickreichtum und Beidfüßigkeit überzeugte.
An der Seite von prominenten Mitspielern wie Les Ferdinand und Ray Wilkins belegte Impey mit „QPR“ in der ersten Premier-League-Saison 1992/93 den fünften Rang und auch die anschließenden Jahre verliefen für ihn persönlich gut. Gleich dreimal hintereinander gewann der „Publikumsliebling“ 1993, 1994 und 1995 die vereinsinterne Wahl zum besten Spieler. Auf nationalem Level sollte es für ihn jedoch nicht reichen und seinem einzigen Einsatz für die englische U-21-Auswahl im Jahr 1992 folgten keine weiteren mehr (mit Ausnahme einer Berufung in die B-Mannschaft), was vor allem daran lag, dass die englische A-Nationalmannschaft auf der Außenbahn in den 1990ern mit Darren Anderton, Steve McManaman und David Beckham über bessere Alternativen verfügte. Im Jahr 1996 ging es dann sportlich bergab mit dem Abstieg aus der ersten Liga und nach einem Jahr in der Zweitklassigkeit kehrte er mit seinem Wechsel Ende September 1997 zu West Ham United in die Premier League zurück. Dort verbrachte er jedoch nur etwas mehr als ein Jahr, bevor er Ende November 1998 an den Ligakonkurrenten Leicester City weiterverkauft wurde. Ursprüngliches Ziel war vorher Nottingham Forest gewesen. Auf dem Weg zu den Transferverhandlungen erhielt Impey aber eine Nachricht von Frank Sinclair, die besagte, dass auch Leicester Interesse an ihm hatte und nach einem Treffen mit dem dortigen Trainer Martin O’Neill unterzeichnete er bei den „Foxes“ einen neuen Vertrag.
Impey absolvierte in sechs Jahren für Leicester City 152 Ligaspiele. Dazu gewann er im Jahr 2000 den Ligapokal und wurde beim 2:1-Finalsieg gegen die Tranmere Rovers in der 77. Minute für Stefan Oakes eingewechselt – im Jahr zuvor hatte Leicester ebenfalls das Endspiel erreicht, dort aber verloren und Impey war aufgrund eines vorherigen West-Ham-Einsatzes für Leicester gesperrt („cup-tied“). Im Jahr 2002 musste Impey zum zweiten Mal in seiner Karriere einen Erstligaabstieg seines Vereins begleiten, dem sich nach dem umgehenden Wiederaufstieg ein weiterer Gang in die Zweitklassigkeit 2004 anschloss. Kurz vor dem dritten Abstieg hatte er im Februar 2004 den Klub in Richtung Nottingham Forest verlassen. Ähnlich verlief die Saison 2004/05, als sich für Nottingham sein nächster Abstieg abzeichnete und er im März 2005 leihweise beim Zweitligakonkurrenten FC Millwall bis zum Ende der Spielzeit aushalf. Nach einem letzten Jahr in der zweiten Liga in Diensten von Coventry City beendete er im Jahr 2006 seine aktive Karriere.
Im April 2015 begann Impey im Trainerstab der Jugendakademie seines Ex-Vereins Queens Park Rangers zu arbeiten und nach anfänglicher Tätigkeit auf freiwilliger Basis erhielt er im Oktober darauf eine Festanstellung.

## Titel/Auszeichnungen
- Englischer Ligapokal (1): 2000
- FA Vase (1): 1990